# Franciszek Ksawery Wierzchleyski
Franciszek Ksawery Wierzchleyski (1. prosince 1803 Poręba – 17. dubna 1884 Lvov) byl rakouský římskokatolický duchovní (biskup Přemyšle a arcibiskup lvovský) a politik polské národnosti z Haliče, během revolučního roku 1848 poslanec Říšského sněmu.

## Biografie
V roce 1826 byl vysvěcen na kněze. V období let 1846–1860 působil jako římskokatolický biskup Přemyšle, v období od roku 1860 až do své smrti roku 1884 byl pak arcibiskupem ve Lvově.
Během revolučního roku 1848 se zapojil do politického dění. Ve volbách roku 1848 byl zvolen na rakouský ústavodárný Říšský sněm. Zastupoval volební obvod Přemyšl-město v Haliči. Uvádí se jako římskokatolický biskup. Patřil ke sněmovní pravici.